# Lou Bega
David Lubega (kendt som Lou Bega) (født 13. april 1975 i München i Bayern i Tyskland) er en popmusiker mest kendt for sangen "Mambo No. 5" (Syndicate Musicproduction). Sangen er en coverversion af Perez Prados instrumental fra 1952. Bega lagde ny tekst til og samplede musikken fra den originale version.
Bega havde en multikulturel opvækst da moren er fra Sicilien og faren fra Uganda. Bega tilbragte en del tid i Miami i teenagerårene.
"Mambo No. 5" blev et stort hit over hele verden, og kom ind på den europæiske top5-liste, og også top5-listen i USA, hvor den blev en populær sang at spille på stadioner under sportsbegivenheder. Sangen blev også brugt af den britiske TV-kanal Channel 4 ved Cricketsendinger fra 1999 til 2005. 
I 1999 udgav Bega albummet A Little Bit Of Mambo som inkluderede "Mambo No. 5", samt andre hitsange som "1+1=2", "I Got a Girl" og "Tricky". Den 13. december 1999 modtog albummet trippel platin, og i dag har albummet solgt næsten 4 millioner kopier bare i USA. I 2001 udgav Bega albummet Ladies And Gentlemen.
Begas tredje studiealbum, Lounatic, blev lanceret sent i 2005. 

## Diskografi
- A Little Bit of Mambo (1999)
- Ladies and Gentlemen (2001)
- Lounatic (2005)
- Free Again (2010)
- A Little Bit of 80s (2013)
- Walk to the River (2018) featuring Jenieva, son épouse
- 90s Cruiser (2021)

## Eksterne links
- Lou Begas officielle hjemmeside
- Lou Bega på Allmusic
- Lou Bega på Discogs
- Lou Bega på MusicBrainz
- Lou Bega på Last.fm
- Lou Bega på Myspace